# Je M'en Fish
'Je M'en Fish' is een Belgische organisatie die werkt met elektronische muziek en bijgaande audiovisuele kunsten en grafische kunstenaars.
Sinds zijn ontstaan, onofficieel na het afsplitten van het undergroundcollectief Rarefish, ging het van zes leden naar een kleine dertig vaste leden, vaak ter ondersteuning van jonge projecten in de elektronische muziek, maar gaandeweg ook de aandacht trekkend van grotere namen als The Neon Judgement en Luc Van Acker. Sinds 2003 is het officieel erkend door de Belgische regering als vzw ter ondersteuning van de Belgische elektronica-artiest in binnen- en buitenland. Anno 2006 verkreeg de organisatie financiële en logistieke steun van zowel de Vlaamse Gemeenschapscommissie als van de Vlaamse Gemeenschap, alsook van diverse sponsors.
Je M'en Fish was tevens de officiële organisator van de nationale wedstrijd voor vernieuwende jonge elektronicaprojecten. Dit initiatief verliep in samenspraak met de organisatie Poppunt. Heden is het een orgaan gesteund door de Vlaamse Overheid en de Vlaamse Gemeenschapscommissie die jonge producers ondersteunt en informeert.
Sedert zijn ontstaan bracht het 3 compilatie-cd's en een dvd uit en sedert 1 oktober 2009 richtte het ook een platenlabel op, gericht op dubstep en elektronica, waarmee het hoge ogen gooide en gespeeld werd door onder anderen Mary Anne Hobbs op BBC1, een rariteit voor Belgische producers.

## Samenvatting evenementen
Je M'en Fish maakte zich stilaan bekend om een focus te hebben op het samenbrengen van een brede waaier aan artistieke stijlen. Zo zal een muzikaal project aantreden naast audiovisuele kunstenaars, of worden schilders verzocht een kunstwerk te maken op diens tonen. Op deze manier kwamen de muzikale projecten al vaker op ongewone locaties zoals het paleis voor schone kunsten of Paleis Rameau te Frankrijk, maar ook in de grootste zalen of op de grootste festivals in België en buitenland zoals het Dour Festival en Ancienne Belgique, in totaal meer dan 100 optredens per jaar.
Sedert 2009 richt het collectief zijn pijlen op onder andere workshops in ableton live en jongeren/kinderen te leren werken met moderne dj-technieken (bijvoorbeeld op basis van de populaire cd-mengtafels). De evenementen blijven vanaf 2010 vooral beperkt tot samenwerkingen met de grotere Belgische cultuurhuizen, zoals BOZAR (Paleis voor Schone Kunsten) en kunstencentrum Recyclart te Brussel terwijl de focus op workshops en initiaties steeds meer toeneemt. Het collectief haalt onder andere als eerste James Blake naar België in februari 2010 en Mount Kimbie in hetzelfde jaar voor beide doorbraken.